# Vasa vasorum
En anatomie, les vasa vasorum sont les petits vaisseaux de l'adventice des artères et des veines dont le diamètre dépasse 1 millimètre. 
Ces vasa vasorum, issus de petites artères et veines cheminant le long des artères à desservir, se distribuent à l’adventice et au 2/3 externes de la média, le 1/3 interne de la média et l’intima étant nourri à partir de la lumière. Toutefois dans les grosses artères, un réseau vasculaire interne peut exister à partir de la lumière. En dessous de 0,5 mm de diamètre la vascularisation se fait par imbibition.